# Svend Methling
Svend Vilhelm Methling (født 1. oktober 1891 i København, død 4. juni 1977 i Kongens Lyngby) var en dansk skuespiller og instruktør.
Han blev student i 1909 og var i årene 1910-1913 i smedelære. Herefter elev på Det kongelige Teaters elevskole med efterfølgende ansættelse på teatret frem til 1922. Han var direktør for Dansk Skolescene fra 1924 til 1929, for Folkescenen fra 1925 og tillige for Komediehuset 1929-1930.
Han var ansat på Det Ny Teater 1926-1929 – også som instruktør. Senere vendte han tilbage til Det kongelige Teater, hvor han fik en række instruktør-opgaver ud over sin optræden som skuespiller. Hans evner som instruktør kom også til udtryk i en lang række film.
Han er far til filminstruktøren Sven Methling junior og forfatter Finn Methling.

## Filmografi
Han medvirkede blandt andet i følgende film:
- Kirke og orgel – 1932
- Champagnegaloppen – 1938
- Det store ansvar – 1944
- Familien Gelinde – 1944
- Den usynlige hær – 1945
- Soldaten og Jenny – 1947
- Tre år efter – 1948
- For frihed og ret' – 1949
- Berlingske Tidende (film) – 1949
- Historien om Hjortholm' – 1950
- Unge piger forsvinder i København – 1951
- Fra den gamle købmandsgård – 1951
- Husmandstøsen – 1952
- Kærlighedsdoktoren – 1952
- Kriminalsagen Tove Andersen – 1953
- Vi som går køkkenvejen – 1953
- Karen, Maren og Mette – 1954
- Bruden fra Dragstrup – 1955
- En kvinde er overflødig – 1957
- Tre piger fra Jylland – 1957
- Ingen tid til kærtegn – 1957
- Sømænd og svigermødre – 1962

### Som instruktør
- Johannes V. Jensen - dokumentarfilm fra 1943